# Таддео Лванга
Таддео Лванга (англ. Taddeo Lwanga, нар. 21 травня 1994, Кампала) — угандійський футболіст, півзахисник єгипетського клубу «Танта» і національної збірної Уганди.

## Клубна кар'єра
У дорослому футболі дебютував 2014 року виступами за команду «Експресс», в якій провів один сезон. Згодом по два сезони відіграв за «Віллу» та «Вайперс». 
2019 року перебрався до першости Єгипту, де продовжив кар'єру в лавах команди «Танта».

## Виступи за збірну
2015 року дебютував в офіційних матчах у складі національної збірної Уганди.
У складі збірної був учасником Кубка африканських націй 2019 року в Єгипті, де виходив на поле у двох з чотирьох іграх своєї команди.